# Nebria coreica
Nebria coreica — вид жуків-турунів. Поширений на півдні Хабаровського краю, в Приморському краї, на півдні Амурської області Росії, на Корейському півострові і північному сході Китаю. Мешкають на болотах і заболочених лугах. Довжина тіла імаго 8,8-10,1 мм.